# МНИИТЭП
Московский научно-исследовательский и проектный институт типологии, экспериментального проектирования (МНИИТЭП) — научно-исследовательский институт по разработке типовых проектов зданий и сооружений. Институт является основным разработчиком типовых проектов зданий в России.

## История
Московский научно-исследовательский и проектный институт типологии, экспериментального проектирования был создан в 1951 году. Первоначальное название института — Специальное архитектурно-конструкторское бюро (САКБ). Перед институтом ставилась задача разработки типовых проектов зданий для их ускоренного строительства с минимальными затратами.
С 1965 года институт носит название Московский институт типового проектирования (МИТЭП), позже он получил современное название.
По проектам института строились жилые дома, школы, детские сады. Только в Москве с 1951 года по проектам института было построено около 500 школ, 820 детских садов, 26 000 жилых домов.
В настоящее время в состав института входит 7 архитектурно-проектных мастерских, архитектурно-планировочные и научно-реставрационные мастерские. Здесь работает около 800 человек.
В отличие от экономных проектов 1950—1960 годов без архитектурных излишеств, современные проекты зданий создаются с учетом архитектурно-планировочных требований, мировых достижений в области строительства.

## Продукция

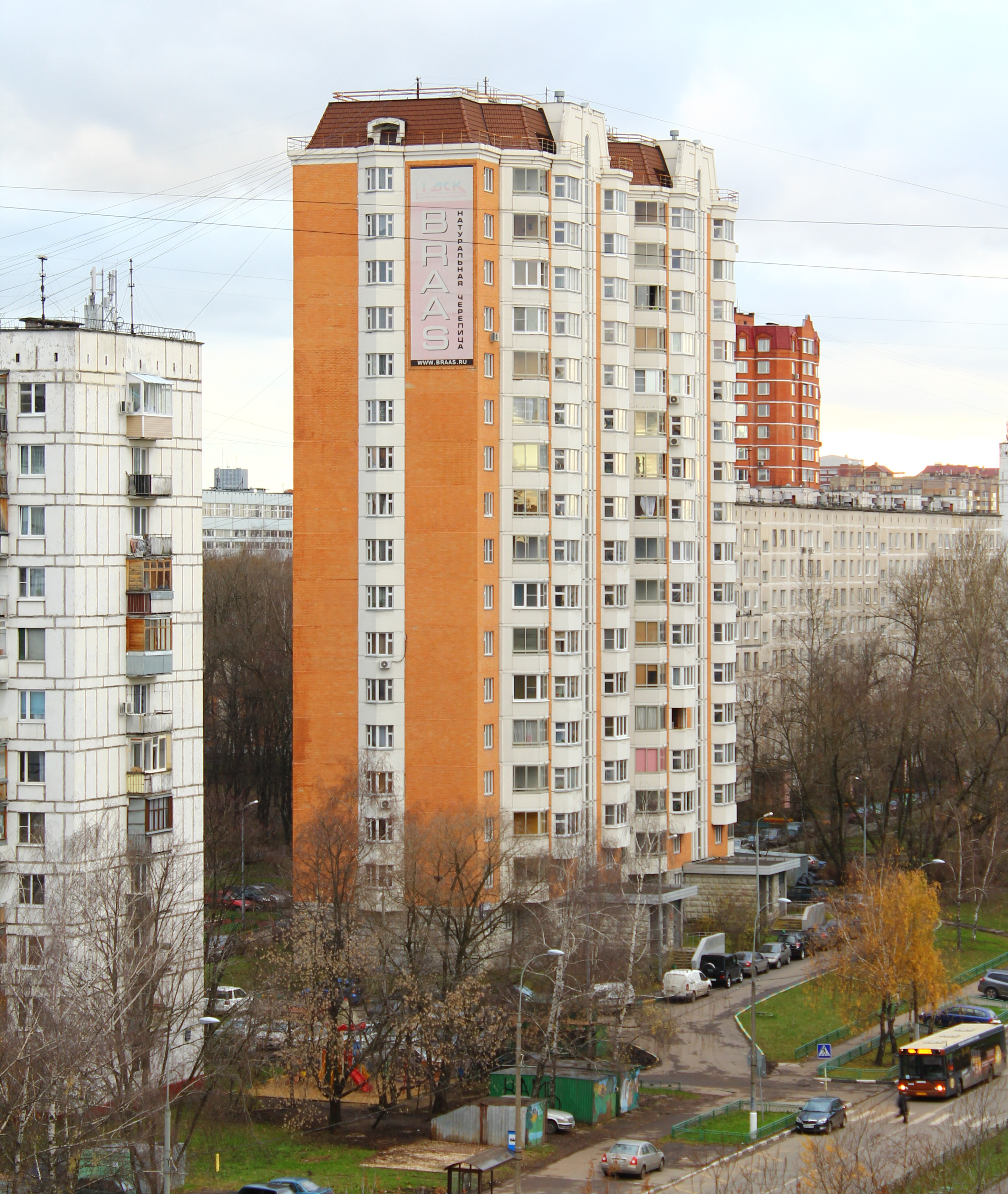
Дома серии П-44Т

В 50-х годах в САКБ разработаны первые проекты пятиэтажных кирпичных, крупноблочных и панельно-кирпичных домов, предназначенных для массового строительства. Это серии домов МГ-01, МГ-02, II-02, II-04, II-05. Эти дома сменили более дешевые панельные и блочные «хрущевки» серий I-515, II-32, II-17, I-510, 1МГ-300.
Особенностью зданий, построенных по типовым проектам, была дешевизна их строительства и скорость возведения домов.
В 1960-е годы институт разработал типовые серии домов повышенной этажности: II-49, II-57, II-68, И-209А, II-29, II-18, И-700а, 1-515/9ш. Распространенными в настоящее время сериями домов, разработанными в институте, являются П-44Т. Серия домов П-44Т была создана на основе серии П-44. В серии П-44Т улучшение планировки квартир получено за счет выноса вентиляционного короба в коридор, увеличения площади кухонь, крыши домов этой серии покрыты натуральной черепицей BRAAS, что улучшает внешний вид дома. В домах есть эркеры.
Последние разработки института — серии домов Д-25, «Юбилейный» (ДСК-1), ПЗМК, П3М (ДСК-3), «Бекерон», «Призма», П55, ПМПСМ, П46М, СПТ, (МПСМ и СУ-155).

## Руководство
Руководитель института — Меркулова Анна Дмитриевна.